# Muzeum populární kultury
Muzeum populární kultury (anglicky Museum of Pop Culture; MoPOP), známé též pod svým dřívějším názvem Experience Music Project (EMP), je muzeum nacházející se v americkém městě Seattle. Bylo vystavěno roku 2000 ve čtvrti Seattle Center, bývalém areálu výstaviště na světové výstavě 1962, podle projektu kanadsko-amerického architekta Franka Gehryho. Celá stavba byla financována miliardářem Paulem Allenem, který si ji přál zasvětit seattleskému rodákovi Jimi Hendrixovi.

## Architektura
Budova je postavena v dekonstruktivním stylu s prvky blobismu. Celá stavba je pokryta zhruba 21 tisíci panely z hliníku a nerezové oceli v různých barvách. Zlatá barva symbolizuje kytaristu Lese Paula, modrá amerického výrobce hudebních nástrojů Fender, fialová zpěváka a kytaristu Jimi Hendrixe a červená barvu vozidel, ve kterých rock'n'rollové hvězdy cestují. Podle Gehryho má tvar budovy připomínat „roztavenou elektrickou kytaru“. Skrze muzeum vede trať monorailu.

## Síň slávy science fiction a fantasy
V muzeu se nachází síň slávy (anglicky Science Fiction and Fantasy Hall of Fame), do které jsou každým rokem uváděny nejvýznamnější osobnosti z oblasti sci-fi a fantasy. Původně byla založena roku 1996 v Kansas City jako součást tamního literárního spolku, od roku 2004 se však nachází v Experience Music Project. Od roku 2016 do síně slávy začala být kromě autorů zařazována i díla.
V síni slávy jsou uvedeni:
- 1996: Jack Williamson; A. E. van Vogt; John Wood Campbell; Hugo Gernsback
- 1997: Andre Norton; Arthur Charles Clarke; Herbert George Wells; Isaac Asimov
- 1998: Hal Clement; Frederik Pohl; C. L. Mooreová; Robert Anson Heinlein
- 1999: Ray Bradbury; Robert Silverberg; Jules Verne; Abraham Merritt
- 2000: Poul Anderson; Gordon Rupert Dickson; Theodore Sturgeon; Eric Frank Russell
- 2001: Jack Vance; Ursula K. Le Guinová; Alfred Bester; Fritz Leiber
- 2002: Samuel R. Delany; Michael Moorcock; James Blish; Donald Allen Wollheim
- 2003: Wilson Tucker; Kate Wilhelmová; Damon Knight; Edgar Rice Burroughs
- 2004: Brian Aldiss; Harry Harrison; Mary Shelleyová; Edward Elmer Smith
- 2005: Steven Spielberg; Philip K. Dick; Chesley Bonestell; Raymond Harryhausen
- 2006: George Lucas; Frank Herbert; Frank Kelly Freas; Anne McCaffreyová
- 2007: Ed Emshwiller; Gene Roddenberry; Ridley Scott; Gene Wolfe
- 2008: Ian a Betty Ballantineovy; William Gibson; Richard M. Powers; Rod Serling
- 2009: Edward Lewis Ferman; Michael Whelan; Frank R. Paul; Connie Willis
- 2010: Octavia E. Butler; Richard Matheson; Douglas Trumbull; Roger Zelazny
- 2011: Vincent Di Fate; Gardner Dozois; Harlan Ellison; Jean Giraud
- 2012: Joe Haldeman; James Tiptree mladší; James Cameron; Virgil Finlay
- 2013: H. R. Giger; Judith Merrilová; Joanna Russová; David Bowie; John Ronald Reuel Tolkien
- 2014: Frank Frazetta; Hajao Mijazaki; Leigh Brackettová; Olaf Stapledon; Stanley Kubrick
- 2015: James Edwin Gunn; Georges Méliès; John Schoenherr; Kurt Vonnegut; Jack Gaughan
- 2016: Madeleine L'Engleová; Guillermo del Toro; Keith David; Terry Gilliam; Douglas Adams; Jim Henson; Leonard Nimoy; Rumiko Takahashi; Jack Kirby; Margaret Atwoodová; Clive Staples Lewis; Howard Phillips Lovecraft; John Williams; Terry Pratchett; George Orwell
Star Trek; Dungeons & Dragons; Matrix; Myst; Princezna Nevěsta; Wonder Woman; Blade Runner;  Vesmírná odysea; Akta X